# Королевская галисийская академия
Короле́вская галиси́йская акаде́мия (КГА; галис.  Real Academia Galega, RAG) — научное учреждение, основанное в Галисии в 1906 году с главной целью изучения культуры галисийского народа и в особенности воспроизведения, защиты и развития галисийского языка. Выполняет функции регулятора языковой и литературной нормы галисийско языка во всех территориях его употребления, включая страны Латинской Америки (Аргентина, Бразилия, Куба, Уругвай). Проводит исследования наследия галисийской литературы и документальных памятников. Официальным языком академии является галисийский язык. Штаб-квартира расположена в Корунье. С 28 марта 2017 года пост президента академии занимает Виктор Фернандес Фрейшанес.

## История создания
После Королевской академии испанского языка КГА является второй старейшей языковой академией Испании. Согласно уставу КГА от 2000 года, под галисийским языком понимается как язык, на котором говорят в Галисии, так и его разговорные варианты за её пределами — в Астурии, Леоне и Саморе.
Как следует из Пролога устава, Королевская галисийская академия начала свою работу 4 сентября 1905 года, но официальной датой её основания считается 30 сентября 1906 года — день проведения инаугурационного собрания. Там же указывается предположение, что без импульса по консолидации усилий и постоянной финансовой поддержки галисийских эмигрантов из Кубы основание академии могло бы не состояться. Созданию академии предшествовала подготовительная работа галисийских патриотов при деятельном участии Шосе Фонтенла Леала (Xosé Fontenla Leal) и Мануэла Курроса Энрикеса в Инициативной ассоциации по созданию Галисийской академии (Asociación Iniciadora y Protectora de la Academia Gallega).
25 августа 1906 года король Испании Альфонсо XIII утвердил учредительные документы и установил титул академии «Королевская» (Real). Первым президентом стал Мануэл Мурги́я. В настоящее время академия состоит из трёх секций: языковой, литературной и исторической. Высшим органом организации, принимающим важнейшие решения по её деятельности, считается Пленум, проводящийся при участии 30 действительных членов. Повседневная работа направляется Исполнительной комиссией, в которую входят президент, секретарь, казначей, библиотекарь-архивариус и вице-секретарь. 

## Задачи
Устанавливает и регулирует грамматические, орфографические и фонетические нормы галисийского языка; составляет публикуемый в словарях лексический тезаурус; вносит лексические обновления; изучает галисийскую ономастику; следит за соблюдением языковых прав; способствует развитию галисийского языка. Определяет деятеля культуры, которому посвящается очередной День галисийской литературы.
15 июня 1983 года, согласно Конституции 1978 года, академия приняла закон о нормализации галисийского языка.

## День галисийской литературы
20 марта 1963 года в ознаменование 100-летия публикации поэтического сборника Росалии де Кастро «Галисийские напевы» (Cantares Gallegos) был учреждён День галисийской литературы, ежегодно отмечаемый 17 мая, и с 1991 года ставший официальным праздником Галисии.

## Члены академии
Изначально число академиков равнялось 40, но после принятия нового устава в 2000 году в состав академии входят почётные академики, 30 действительных членов (académicos de número) и 60 членов-корреспондентов. Действительные члены избираются Пленумом. Действительный член утрачивает свой статус покидая территорию употребления галисийского языка и в таком случае переходит в разряд почётных академиков. Звание академика присуждается за значительный вклад в деятельность академии при выдвижении кандидатуры тремя действительными членами. Звание члена-корреспондента присуждается Пленумом академии лицу, занятому научными исследованиями организации и не участвующему в деятельности государственных органов.

## Президенты академии

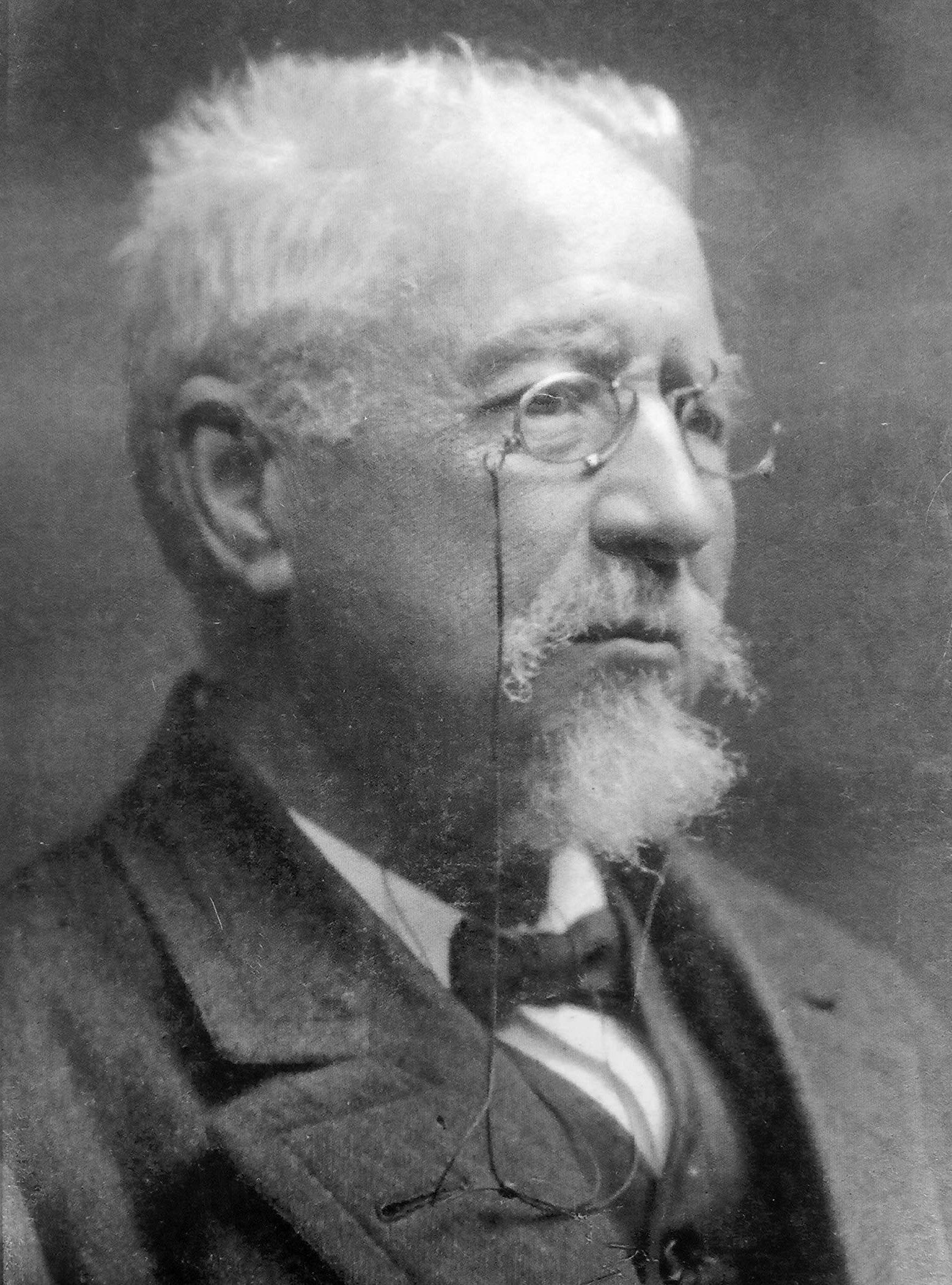
Первый президент академии Мануэл Мурги́я

- Виктор Фернандес Фрейшанес[галис.](28.03.2017 — по н. в.)[8]
- Шесус Алонсо Монтеро[галис.] (20.04.2013 — 17.03.2017)
- Шосе Луис Мендес Феррин[галис.] (23.01.2010 — 13.03.2013)
- Шосе Рамон Баррейро Фернандес[галис.] (20.12.2001 — 22.01.2010)
- Франсиско Фернандес дел Риего[галис.] (29.11.1997 — 29.11.2001)
- Доминго Гарсия-Сабел Ривас (Domingo García-Sabell Rivas, 06.11.1977 — 29.06.1997)
- Себастиан Мартинес-Риско и Масиас[галис.] (09.10.1960 — 24.09.1977)
- Мануэл Касас Фернандес[галис.] (15.10.1944 — 30.07.1960)
- Эладио Родригес Гонсалес[галис.] (19.06.1944 — 15.10.1944)
- Мануэл Касас Фернандес[галис.] (13.12.1942 — 19.06.1944)
- Мануэл Лугрис Фрейре[галис.] (28.05.1934 — 20.08.1935)
- Эладио Родригес Гонсалес[галис.] (20.11.1926 — 04.03.1934)
- Франсиско Понте Бланко[галис.] (31.03.1924 — 23.08.1926)
- Андрес Мартинес Салазар[галис.] (12.05.1923 — 06.10.1923)
- Мануэл Мурги́я (04.09.1905 — 02.02.1923)

## Публикации
Со времени основания и поныне выходит официальный научный орган «Бюллетень Королевской галисийской академии» (с 1906 года Boletín de la Academia Gallega, позднее и до 1980 года Boletín de la Real Academia Gallega, и с 2000 года Boletín da Real Academia Galega).